# دان‌دم‌آل!
دان‌دم‌آل! (به انگلیسی: Down Them All!) افزونهٔ مدیریت دانلود برای مرورگر فایرفاکس است، تحت پروانهٔ جی‌پی‌ال. دان‌دم‌آل! می‌تواند دانلودهایی که سرورشان حمایت می‌کنند را هر زمانی بدون از دست دادن اطلاعات متوقف و دوباره ادامه دهد و به کاربران اجازه می‌دهد که همهٔ پیوندها، تصاویر و شئ‌های جاسازی شده را دانلود کنند. هر دو پروتکل اچ‌تی‌تی‌پی و اف‌تی‌پی در دان‌دم‌آل! حمایت می‌شود.

## دانلود چند بخشی
یکی از قابلیت اصلی دان‌دم‌آل! حمایت از دانلود چندبخشی است.